# Памятник казакам (Северодонецк)
Па́мятник казака́м — памятник в честь казаков, которые погибли, освобождая украинские земли от захватчиков, находится в городе Северодонецк в Луганской области.

## Описание
Памятник расположен в парке на территории Собора Рождества Христова, кафедрального собора Северодонецкой епархии Украинской православной церкви Московского патриархата.
Памятник представляет собой скульптуру казака с люлькой, который сидит на камне; располагаются отдельно слева фальконет с несколькими ядрами, а справа от скульптуры казака установлена плита с выгравированными стихами. В. Лашкевича (атаман Одесского казацкой общины, один из основателей Украинского казачества):

Є молитва од нас, де слова всі до Бога,

Де українців єдна захист рідних порогів.

Й шана їнім творцям, людства будівникам,

Що із Всесвіту зорять, та велять гордим оріям

Гнати зайд з їх кріпатством з міст і селищ козацьких.

В спільній дії завзятій брат обніметься з братом,

Звичай-клятву візьмуть, й незборимості суть

В Слові знов обретуть.

Наших пращурів витвір — нам завжди допомога.

Вони ближче до Бога…

От і дивляться з Вирію,

Та все більше в нас вірують.

Территория вокруг памятника выложена плиткой. Место сооружения монумента было освящено 7 октября 2010 года епископом Северодонецким и Старобельским Агапитом.